# تينا ترنر
تينا ترنر (بالإنجليزية: Tina Turner)‏ (26 نوفمبر 1939 - 24 مايو 2023) هي مغنية وممثلة أمريكية. حصلت على العديد من الجوائز الموسيقية، وتلقب بملكة الروك أند رول (بالإنجليزية: The Queen of Rock 'n' Roll)‏. كما مثَّلت بدور البطولة في عدة أفلام معروفة. تعد من أنجح المغنيين في العالم من حيث المبيعات، فقد استطاعت بيع ما يقارب من مائتيّ مليون نسخة من تسجيلاتها الموسيقية. كما باعت أكبر عدد من تذاكر الدخول للحفلات أكثر من أي مغنٍ فردي. أدَّت ترنر أغانيها منفردةً غالباً، ولكن في فترة من الفترات كانت تنتج أعمال موسيقية مع زوجها إيك ترنر. بدأت بالغناء منذ عام 1958. فازت بثمان جوائز غرامي.
ولدت في براونزفيل بولاية تينيسي. بدأت مسيرتها الفنية عام 1958 كمغنية مع ملك الإيقاع إيك ترنر. أول أغانيها كانت «آن الصغيرة». وكان أول تقديم لها للساحة عام 1960 باسم تينا ترنر كعضو في الثنائي إيك وترنر مع الأغنية المنفردة «مجنون في الحب». وعقب ذلك عرفت نجاحات كبيرة في عدة أغانٍ من شاكلة: «نهر عميق جبل عال» (1966)، «فخر ماري» (1971)، «حدود مدينة نوتبوش» (1973).
كشفت في سيرتها الذاتية «أنا تينا: قصة حياتي» (1986)، أنها تعرضت للعنف الأسري من قبل إيك ترنر وذلك قبيل انفصالهما سنة 1976 وثم طلاقهما سنة 1978، ومع أنها تربت تربية مسيحية معمدانية، فقد أتبعت التعاليم البوذية لنشرين، واعتمدت على الأنشودة الروحية البوذية «نام ميوهو رينيجي كيو» التي قالت أنها ساعدتها على التحمل خلال الأوقات الصعبة التي مرت بها. بعد طلاقها وانفصالها المهني من إيك ترنر، أعادت بناء مهنتها من خلال العروض المباشرة.
في الثمانينيات، عادت ترنر بقوة كمغنية منفردة. أغنية «لنبقى معاً» التي أصدرت في 1983 تبعها إصدار ألبومها المنفرد الخامس «راقصة شخصية» (بالإنجليزية: Private Dancer)‏ سنة 1984، الذي حقق نجاحا عالمياً. احتوى الألبوم على أغنية «ما علاقة الحب بالأمر»، التي أصبحت الأغنية الأكثر نجاحاً لترنر وفازت بأربع جوائز غرامي، بما في ذلك جائزة «تسجيل العام». استمر نجاح ترنر الفردي خلال ثمانينيات وتسعينيات القرن العشرين، ففازت بعدد من جوائز «الألبوم البلاتيني»، وأدَّت عدة أغاني ناجحة. سنة 1993، صدر فيلم مستوحى من سيرة ترنر الذاتية «ما علاقة الحب بالأمر»، كما صدر ألبوماً موسيقياً تصويرياً مصاحباً له. سنة 2008، عادت ترنر من شبه تقاعدها للشروع في جولتها الغنائية «تينا: جولة الذكرى الخمسين». أصبحت الجولة إحدى أغلى وأكثر العروض مبيعاً للتذاكر. وحصدت ترنر بعضاً من شهرتها من التمثيل في أفلامٍ مثل الروك الغنائي «تومي» سنة 1957، وفيلم الحركة «ماد ماكس: بيوند ثاندردوم» سنة 1985، وفيلم «لاست أكشن هيرو» سنة 1993.
فازت ترنر باثنتيّ عشرة جائزة غرامي، تلك الجوائز تشمل ثمان جوائز تنافسية، وثلاث جوائز غرامي لممر المشاهير، وجائزة غرامي لإنجاز العمر. أعطت مجلة «رولينغ ستون» ترنر المركز الثالث والستين في قائمة أفضل الفنانين على الأطلاق، ومنحتها المركز السابع عشر في قائمة أفضل المغنيين. لدى ترنر نجومها الخاصة في ممر هوليوود للمشاهير وفي ممشى سانت لويس للمشاهير. سنة 1991، أُدخلت ترنر في الصالة الفخرية للروك آند رول مع إيك ترنر. وفي 2005 حصلت على جائزة مركز كينيدي الثقافي السنوية.
توفت في 24 مايو، 2023 في سويسرا عن عمر 83 سنة بعد صراع مع المرض.

## تخليها عن الجنسية الأمريكية
أفادت صحيفة «واشنطن بوست» الأمريكية نقلاً عن السفارة الأمريكية في برن بأن ترنر تخلت طوعاً عن الجنسية الأمريكية سنة 2013. أقامت ترنر مع زوجها النجم أروين باخ الذي يصغرها بعشرين عاماً في سويسرا، وكانت قد حصلت على الجنسية السويسرية قبل عقد قرانهما.

## وصلات خارجية
- تينا ترنر على موقع IMDb (الإنجليزية)
- تينا ترنر على موقع ميتاكريتيك (الإنجليزية)
- تينا ترنر على موقع الموسوعة البريطانية (الإنجليزية)
- تينا ترنر على موقع روتن توميتوز (الإنجليزية)
- تينا ترنر على موقع مونزينجر (الألمانية)
- تينا ترنر على موقع قاعدة بيانات الأفلام العربية
- تينا ترنر على موقع ألو سيني (الفرنسية)
- تينا ترنر على موقع ميوزك برينز (الإنجليزية)
- تينا ترنر على موقع رولينغ ستون (الإنجليزية)
- تينا ترنر على موقع أول موفي (الإنجليزية)
- الموقع الرسمي